# Psilochaeta fulvolateralis
Psilochaeta fulvolateralis är en tvåvingeart som beskrevs av Stein 1911. Psilochaeta fulvolateralis ingår i släktet Psilochaeta och familjen husflugor.
Artens utbredningsområde är Peru. Inga underarter finns listade i Catalogue of Life.